# Ziemia krawarska
     miejscowości zawsze lub często zaliczane do ziemi krawarskiej
     Wyidealizowane granice ziemi krawarskiej
     Miejscowości niemieckie (1900)
     Miejscowości czeskie

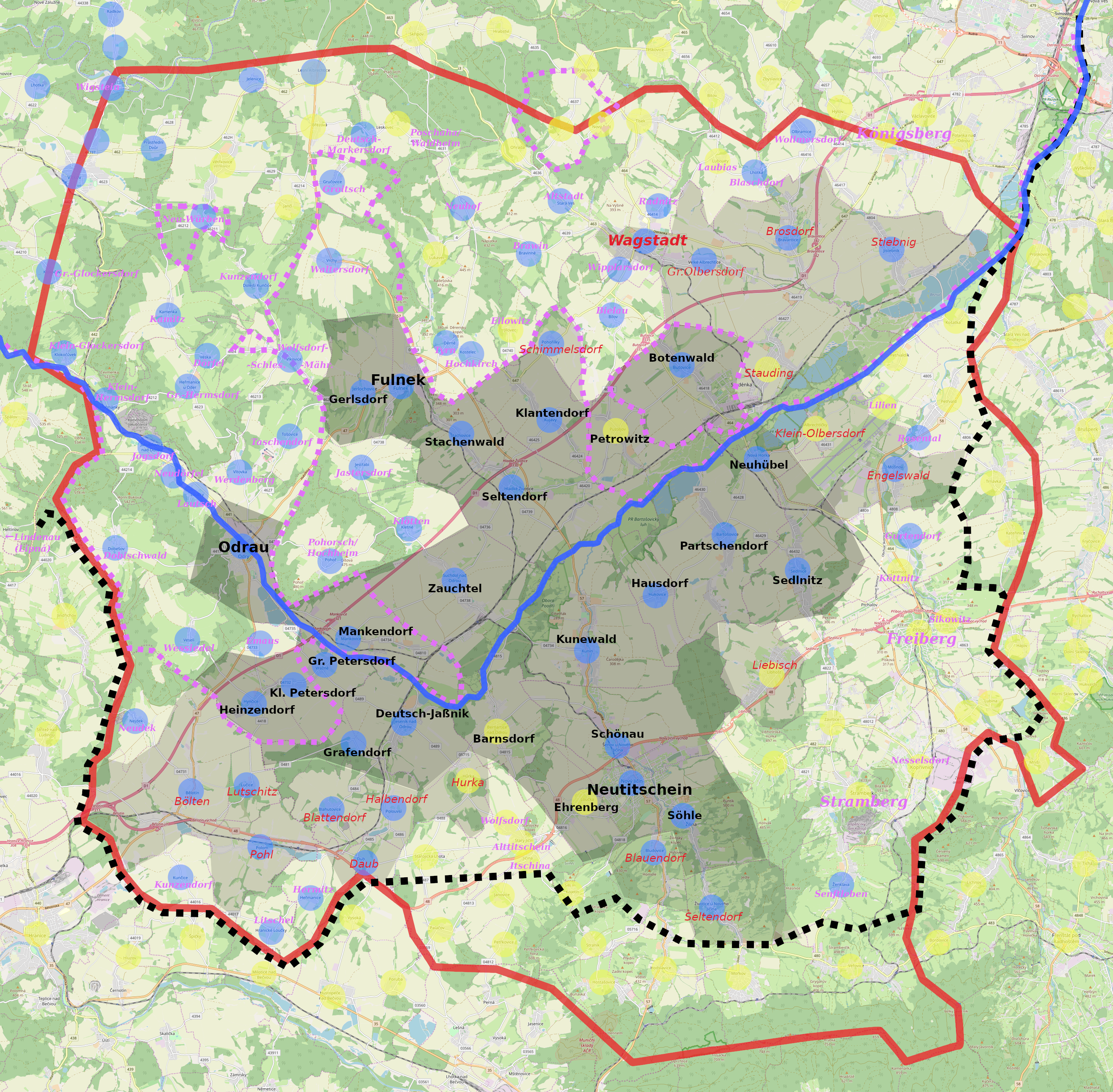
miejscowości zawsze lub często zaliczane do ziemi krawarskiej
Wyidealizowane granice ziemi krawarskiej
Miejscowości niemieckie (1900)
Miejscowości czeskie

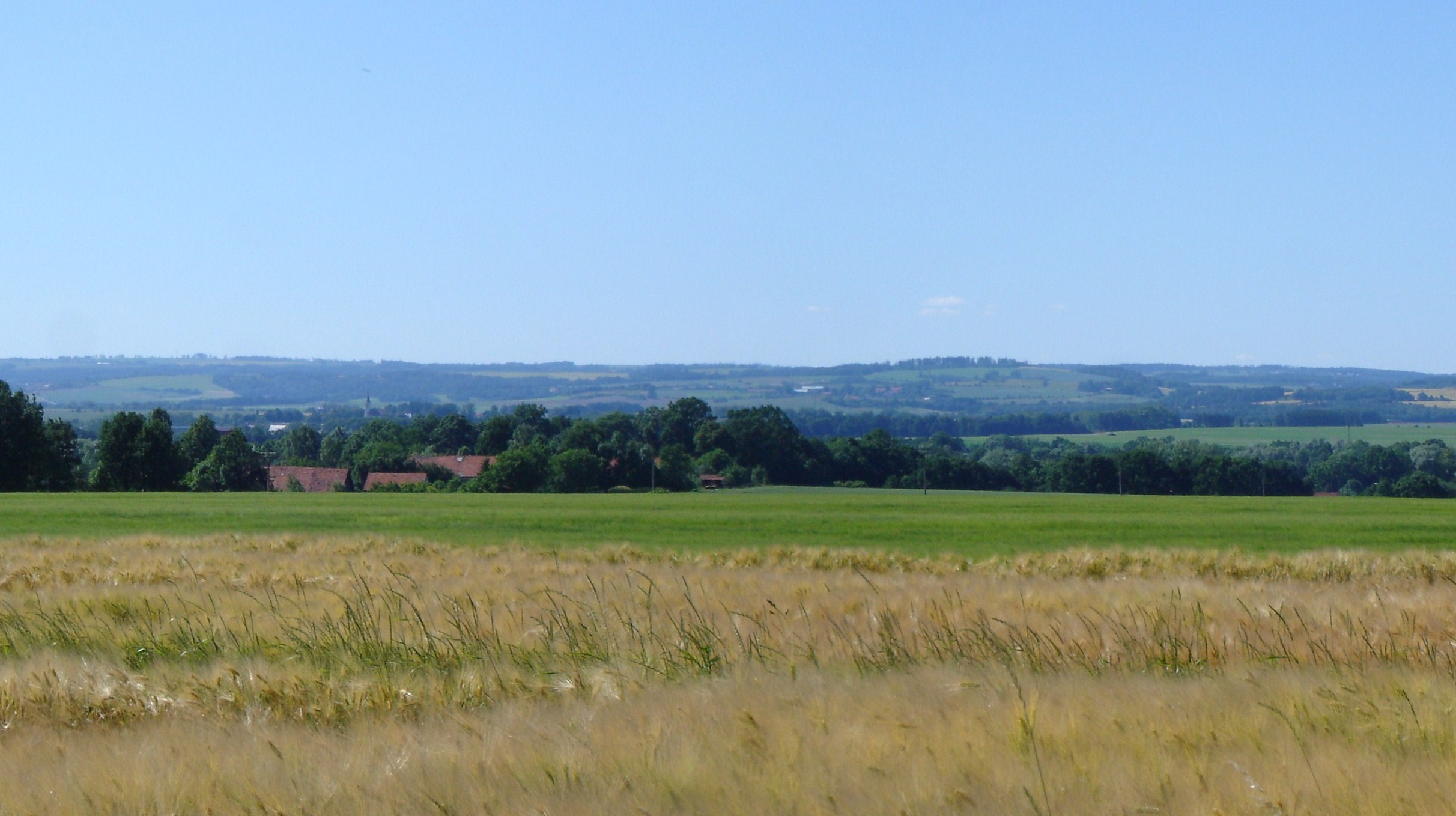
Typowy krajobraz regionu w okolicy Nowego Jiczyna

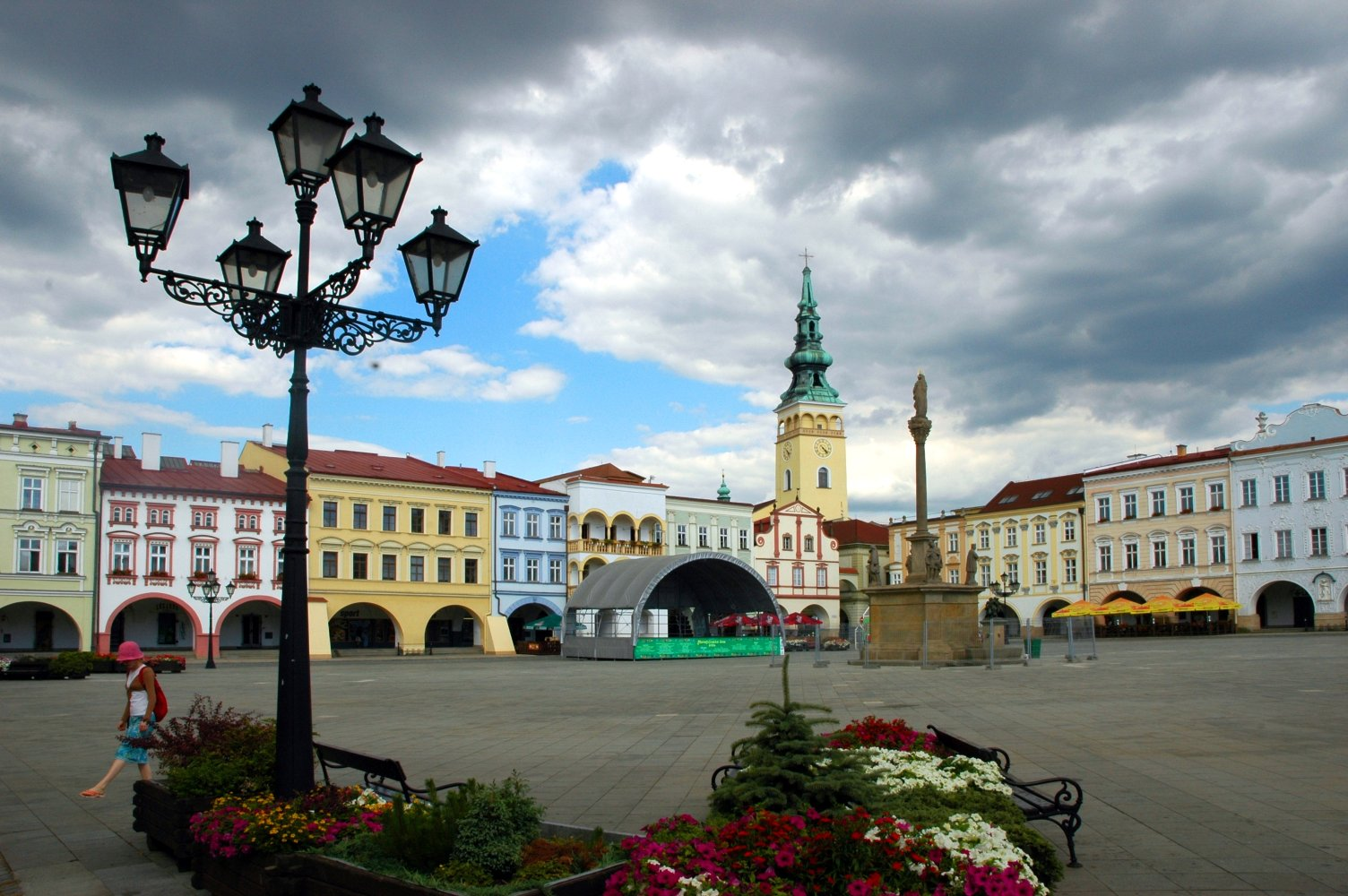
Nowy Jiczyn – główne miasto regionu

Ziemia krawarska (czes. Kravařsko lub Moravské Kravařsko, niem. Kuhländchen) – kraina historyczna na pograniczu Moraw i Śląska Opawskiego w kraju morawsko-śląskim, w Czechach, w subregionie Nadodrze (cz. Poodří – Moravské Kravařsko).

## Obszar
Oś regionu stanowi rzeka Odra wypływająca tu z północnego zachodu z Gór Odrzańskich i skręcająca prostopadle na terenie Bramy Morawskiej w kierunku północno-wschodnim. Rdzeń regionu tworzy ponad dwadzieścia miejscowości w trójkącie miast Fulnek, Odry i Nowy Jiczyn. Często do regionu zaliczano też na północy miasto Bílovec (Wagstadt) i okoliczne miejscowości, jak dzisiejsze miasto Studénka, a na południu niektóre niemieckie miejscowości na północ od Hranic. W drugiej połowie XIX wieku po zniesieniu poddaństwa i rozwoju ruchów narodowościowych definicja regionu poszerzyła się głównie o pozostałe niemieckojęzyczne miejscowości stanowiące tu skraj półwyspu otoczonego przez miejscowości czeskie (laskie), jak np. najdalej na południowym wschodzie położoną Ženklavę. Zaliczono też do niej niektóre już wówczas w większości czeskie miejscowości jak Štramberk i Stary Jiczyn. W ten sposób powiększony obszar tworzyło około 100 miejscowości które można wpisać w czworokąt o wierzchołkach: zamek Wigstein koło Vítkova (Wigstadtl), miasto Klimkovice (Königsberg), Ženklava i Bělotín.

## Historia

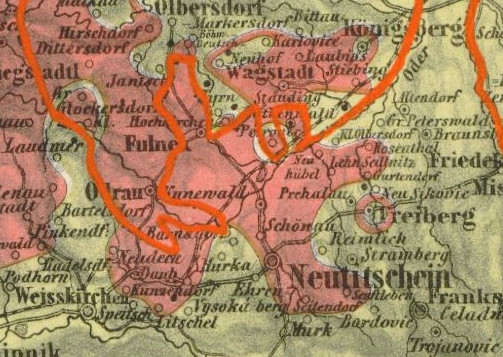
Ziemia krawarska na mapie etnograficznej Cesarstwa Austriackiego z 1855 autorstwa Karla Freiherra von Czörnig

Nazwa regionu pochodzi od szlacheckiego rodu Panów z Kravař, którzy utworzyli tutaj na początku XIV wieku rozległe dominium, które pozostawało w ich władaniu do 1434. Wówczas okolice Fulneka należały do księstwa opawskiego (od 1269) a pozostała część do Margrabstwa Moraw. Niemiecka nazwa (Kuhländchen) zdaje się być niepoprawnym przekładem tej nazwy. Teren ten tworzył później otoczony przez etnos czeski półwysep osadnictwa niemieckiego, utworzony w dobie kolonizacji w XIII i XIV wieku, a w wieku następnym ustabilizowany.
Obszar ten był w dużej mierze jeszcze w XII wieku zalesiony, istniał jednak szlak prowadzący z Hranic przez Stary Jiczyn i Příbor w kierunku Krakowa. Wzdłuż niego znajdowały się najstarsze osady. Proces kolonizacji rozpoczął się w XIII wieku, zwłaszcza po najeździe mongolskim w latach 40. tego wieku. Głównymi jego organizatorami byli Lichtenburgowie w okolicach Fulneka, jak również Arnold von Hückeswagen i biskup ołomuniecki Bruno ze Schauenburga. W 1293 r. założono miasto i gród Fulnek oraz miejscowości Jerlovice (Gerlaci), Jílovec (Gilowecz), Děrné (Thyerna), Kujavy (Clementis villa), Stachovice (Stachinwalde), Suchdol (Cuchental), natomiast w 1294 założono Butovice (Botenwald). Panowie z Kravař dołączali do procesu kolonizacyjnego i przed 1320 założyli miasto Bílovec (Wagstadt). Od 1480 r. Fulnek, podlegający księstwu opawskiemu, należy do Moraw. Znaczne spustoszenie nastąpiło podczas wojny trzydziestoletniej, co przyczyniło się również do zmiany sytuacji językowej w regionie.
Kazimierz Ostaszewski-Barański tak charakteryzował tę ziemię i jej mieszkańców na początku zeszłego wieku: „Kraina Kravarska jest częścią ziemi lasskiej (Lašsko), czyli lackiej, a ludność tu mieszkająca nazywa się Lasi. [...] Narzecze lackie różni się od sąsiedniego wołoskiego znacznie; przede wszystkim akcentują oni słowa jak my, na przedostatniej głosce, nie znają długich samogłosek i miękczą twarde czeskie ne, de, te w nie, die, tie”.
W 1930 ziemię zamieszkiwało ok. 100 000 Niemców sudeckich, których w większości wysiedlono w latach 1945–1947 na podstawie dekretów Beneša. Z regionu tego pochodzili m.in. Gregor Mendel urodzony w Hynčicach (niem. Heinzendorf bei Odrau) i Sigmund Freud urodzony w Příborze.